# Dimitra Kontou
Dimitra Eleni "Milena" Kontou (em grego: Δήμητρα Ελένη (Μιλένα) Κοντού; Mytilene, 23 de setembro de 2005) é uma remadora grega.

## Carreira
Ela foi medalhista de ouro no Campeonato Europeu de Remo Sub-23 de 2022 na Bélgica no skiff duplo ao lado de Styliani Natsioula. Mais tarde, ela também foi medalhista de ouro no Campeonato Mundial de Remo Sub-23 de 2023, estabelecendo um novo Melhor Tempo Mundial no processo, aos 18 anos. Ela foi medalhista de prata ao lado de Zoi Fitsiou no Campeonato Europeu de Remo de 2023 em Bled. A dupla garantiu uma segunda medalha de prata no skiff duplo leve no Campeonato Europeu de Remo de 2024 em Szeged.
Nos Jogos Olímpicos de Verão de 2024, em Paris, conquistou a medalha de bronze na competição de skiff duplo leve feminino, ao lado de Zoi Fitsiou, com o tempo de 6:49.28.